# Рибальченко Олена Павлівна
Олена Павлівна Рибальченко (27 грудня 1928, Павлоград — 24 жовтня 2023, Херсон) — українська художниця в жанрі «Наївного мистецтва».

## Біографія
Олена народилася 27 грудня 1928 року в Павлограді, закінчила педагогічне училище в смт Бородіні, понад 30 років пропрацювала на станкобудівному заводі в Харкові. 1984 року переїжджає до Херсону, де і починає малювати. Померла 24 жовтня 2023 року в Херсоні.

## Творчість
Стиль: Наївний Сюрреалізм. Після переїзду до Херсона там почалося її знаття малювання. Першою роботою був пейзаж на балконній стіні у власній квартирі, після схвалення знайомих і друзів пробує писати картини олією сюжети на картоні. Намалювавши понад 1000 картин. Подарувала 112 картин Херсонському обласному мистецькому музею ім. О. Шовкуненка, і також 100 картин краєзнавчому музею рідного міста.

## Виставки
Виставки ; 90-річчя художниці; Виставка у Львові; Суспільне Херсон; Новини 2017 року; Наївне Мистецтво; По дарування картин.